# Leo Taelman
Leo Taelman (10 december 1943 - 1 januari 2009) was een Belgisch golfbiljarter die beschouwd wordt als een van de grondleggers van het moderne golfbiljart en een icoon van deze biljartvariant. Hij was viervoudig Belgisch kampioen en tweevoudig winnaar van de Trofee der Kampioenen.

## Palmares
Leo Taelman werd Belgisch kampioen golfbiljart in 1971 (Lier), 1972 (Leuven), 1976 (Leuven) en 1981 (Aalst). Hij won de Trofee der Kampioenen in 1971 en 1977. In 1971 won hij beide tornooien in hetzelfde jaar. Hij stond bekend als een zeer aanvallende speler.

## Pionier
Als uitbater van een snookerzaal dacht Leo Taelman 12 jaar lang dat snooker moeilijker en interessanter was dan golfbiljart, al had hij decennia eerder talloze successen behaald in het golfbiljart. Begin jaren 2000, herzag hij zijn mening. Hij zei hierover: "Bij golfbiljart moet je drie of vier ballen tegelijk rond de hindernissen sturen en heb je maar recht op één stoot per keer, geen 500 na mekaar. Golfbiljarten, dat is schaken met biljartballen".
Zijn hernieuwd enthousiasme, talent als schrijver en passie als lesgever zette hem ertoe aan een 5-delige boekenreeks te schrijven over het spel dat hij als denksport beschouwt. Jammer genoeg kon hij hiervan slechts 2 boeken afronden, alvorens begin jaren 2000 vroegtijdig te overlijden. "Basics, het technisch basishandboek" en "Schaken met biljartballen, de taktiek" worden beschouwd als cultboeken binnen de golfbiljartwereld.
De geplande boekenreeks paste in een missie die Taelman deels op zich nam: golfbiljart bekend maken bij een groter publiek, zodat deze als gelijkwaardig aan andere biljartvarianten zou beschouwd worden. Hiertoe introduceerde hij een jargon, waarvan hij hoopte dat de termen algemeen aanvaard zouden worden als de standaard biljarttaal. Dit zag hij als een van de eerste stappen om verslaggeving van golfbiljartwedstrijden mogelijk te maken.

## Mentor en lesgever
Al van jongs af aan bleek Taelman een geboren lesgever, die met plezier zijn kennis en ervaring deelde. In de uitgebreide geschiedenis van legendarische golfbiljartclub BC Peulis  staat het volgende te lezen, Taelman is dan een twintiger: "Van rond de jaarwisseling 1967/1968 was Leo bijna dagelijks te vinden in café Paradijs. Toen al was hij een onverbeterlijk instructeur, en heeft ons in enkele maanden een hoop technische en tactische vaardigheden bijgebracht".
Toen in 1972 het eerste nationaal juniorenkampioenschap in Vilvoorde plaats zou vinden, nodigde Leo Taelman 17 jeugdspelers van de federatie Lier uit in het lokaal van BC Peulis. Via testwedstrijden werd vervolgens één jonge speler geselecteerd om deel te nemen aan het nationaal juniorenkampioenschap, met Taelman als mentor.
Vroeg in de jaren 2000, met zijn hernieuwde liefde voor de golfbiljartsport, trad deze eigenschap van Taelman meer dan ooit op de voorgrond. Hij verhuisde dan speciaal naar Melsbroek om les te geven aan een 30-tal leerlingen. Rond die periode waren er ook plannen om Taelman als jeugdcoach te laten fungeren binnen de Belgische golfbiljartbond, met de bedoeling om jongeren van 13 tot 19 jaar te begeleiden.